# Carta de Amiens

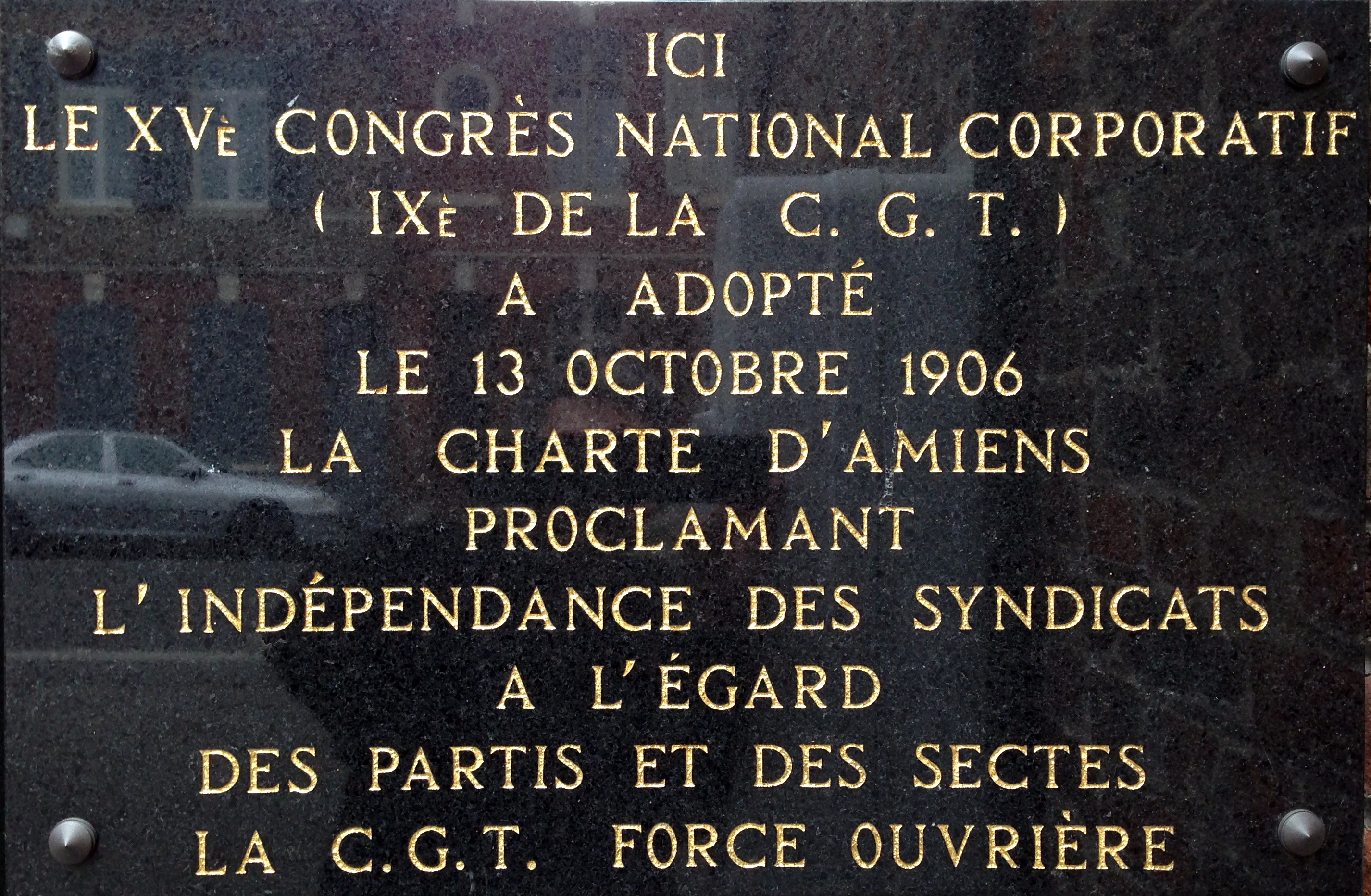
Placa de la carta de Amiens firmada el 13 de octubre de 1906, a la entrada de la escuela primaria "Noyon" de la Rue Rigollot en Amiens

La Carta de Amiens, conocida también por su nombre original en francés Charte d'Amiens, es una declaración del congreso de la Confederación General del Trabajo de Francia celebrado en la ciudad de Amiens en 1906. Afirmó la independencia de acción de los sindicatos respecto de los partidos políticos (apartidismo). Hace separación entre economía y política, siendo declarada la primera el ámbito de interés (y por tanto de acción) para la liberación de los trabajadores y la segunda como contraria a sus intereses.
Es uno de los referentes y documentos más importantes del sindicalismo revolucionario, véase que la CGT francesa de principios del siglo XX por su independencia política e intransigencia era el símbolo de lo que debía ser un sindicato revolucionario. Así mismo la carta mencionada prefiguró lo que luego vendría a ser el anarcosindicalismo.